# 先进封装
先进封装是在封装单个芯片的传统集成电路封装之前对组件进行聚合和互连。先进封装允许将多个设备（电气、机械或半导体）合并并封装为单个电子设备。与传统的集成电路封装不同，先进封装采用通常在半导体制造设施中执行的工艺和技术。因此，先进封装介于制造和传统封装之间，或者用其他术语来说，介于BEoL和后制造之间。先进封装包括多芯片模块、 3D IC 、 2.5D IC 、异构集成、扇出晶圆级封装、系统级封装、绗缝封装、将逻辑（处理器）和存储器组合在单个封装中、芯片堆叠、封装中的多个芯粒或芯片、这些技术的组合等等。
先进的封装技术可以通过将多个器件整合到一个封装中，并通过减少信号传播距离（即减少信号路径），从而提高效率。这有助于实现性能提升，并允许器件之间进行更多连接，而不需要依赖于制造越来越难的更小晶体管。
先进的封装被认为是推动摩尔定律扩展的基础。
随着封装形式不断演进，先进封装占据的市场份额逐步扩大，先进封装所呈现出高密度、多功能、复杂度高等特点对半导体封装材料提出了更高的性能要求，下游封装厂商在选择材料供应商时也需要履行更为严苛的考核验证。